# 博蒂諾縣 (北達科他州)
博蒂諾县（英語：Bottineau County）是位於美國北達科他州北部的一個縣，北鄰加拿大沙士吉萬。面積4,397平方公里。根據美國2000年人口普查，共有人口7,149人。縣治博蒂諾 （Bottineau）。
成立於1873年1月4日，縣政府成立於1884年7月22日。縣名紀念法裔加拿大商人、嚮導員皮埃爾·博蒂諾。